# Chlorochroa sayi
Chlorochroa sayi es un tipo de chinche apestosa de la familia Pentatomidae que se encuentra en América del norte. En inglés también se lo conoce como chinche apestosa de Say (en honor al entomólogo Thomas Say).

## Características
Miden aproximadamente 12 milímetros de largo, son en su mayoría de color verde.  Tienen una forma ovalada alargada.  Están forrados de amarillo o naranja en sus bordes.  Hay puntos brillantes en las esquinas y en el centro de la base del escutelo.  Además, el extremo apical de la etiqueta es de color amarillo o naranja.  La especie tiene en común con Chlorochroa uhleri que las exocorias son más estrechas que en las otras especies de Chlorochroa.